# Luogang

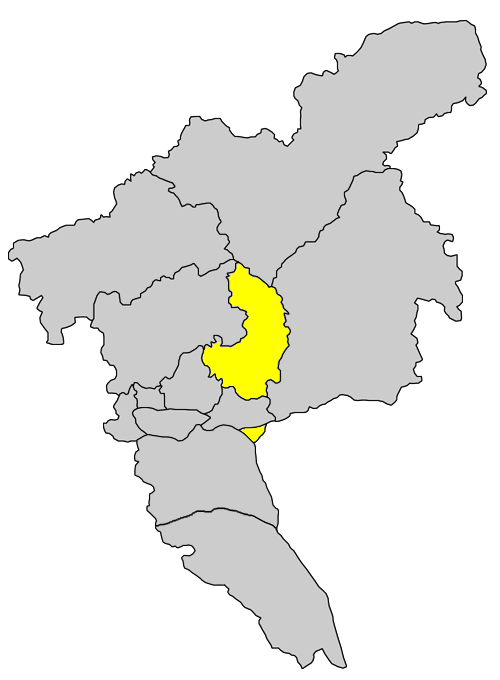
Lage des ehemaligen Stadtbezirks Luogang innerhalb der Stadt Guangzhou

Luogang (chinesisch 萝岗区, Pinyin Luógǎng Qū) war ein Stadtbezirk der chinesischen Stadt Guangzhou in der Provinz Guangdong. Er hatte eine Fläche von 389,06 km² und etwa 141.200 Einwohner (2005). Im Februar 2014 wurde Luogang aufgelöst und seine Fläche dem Stadtbezirk Huangpu zugeschlagen.

## Administrative Gliederung
Auf Gemeindeebene setzte sich der Stadtbezirk aus fünf Straßenvierteln und einer Großgemeinde zusammen. Diese waren:
- Straßenviertel Luogang 萝岗街道
- Straßenviertel Xiagang 夏港街道
- Straßenviertel Dongqu 东区街道
- Straßenviertel Lianhe 联和街道
- Straßenviertel Yonghe 永和街道
- Großgemeinde Jiulong 九龙镇